# Štefan Mrázik
Štefan Mrázik (* 5. června 1928) byl slovenský a československý politik Komunistické strany Slovenska a poslanec Sněmovny lidu Federálního shromáždění za normalizace.

## Biografie
K roku 1971 a 1976 se profesně uvádí jako předseda JZD.
Ve volbách roku 1971 zasedl do Sněmovny lidu (volební obvod č. 145 - Galanta, Západoslovenský kraj). Mandát obhájil ve volbách roku 1976 (obvod Galanta). Ve FS setrval do konce funkčního období, tedy do voleb roku 1981.